# Ефрем Новый
Ефрем Новый (греч. Εφραίμ Νέας, Ефрем Неамакринский, греч. Εφραίμ Νέας Μάκρης, в миру Константи́нос Мо́рфис, греч. Κωνσταντίνος Μόρφης; 14 сентября 1384, Трикала, Фессалия — 18 мая 1426) — святой, прославленный Константинопольским патриархатом в 2011 году в лике преподобномучеников.

## Биография
Родился 14 сентября 1384 года в Трикале, в Фессалии, на территории современной Греции. В 1398 году поступил в монастырь Благовещения Пресвятой Богородицы на горе Амомон (Αμώμων) в Аттике (ныне — монастырь Благовещения Пресвятой Богородицы и преподобномученника Ефрема), где принял постриг в монашество и священный сан. В монашеских подвигах провел 27 лет.
14 сентября 1425 года монастырь был разорен мусульманами, а святой Ефрем был пленён и в течение восьми месяцев претерпевал истязания, вынуждаемый к отречению от Христа. 5 (18) мая 1426 года в возрасте 41 года он был повешен и распят вниз головой на дереве, затем забит мучителями до смерти. Это дерево сохранилось до настоящего времени и находится в часовне монастыря.

## Канонизация и почитание
3 января 1950 года игумения Макария (Десипри) (1911—1999), возродившая монастырь, обрела благоухающие останки неизвестного подвижника. Пребывая в недоумении, игумения горячо молилась, чтобы Господь открыл ей, кому принадлежат эти мощи. Через некоторое время Ефрем несколько раз явился ей (а также другим сёстрам и мирянам) во сне, рассказав о своей жизни и мученической кончине.
От мощей преподобномученика Ефрема происходят исцеления. В архиве монастыря хранятся письма, повествующие о чудесной помощи святого. К 1999 году было собрано 124 таких свидетельства.
2 марта 2011 года Священный Синод Константинопольской православной церкви причислил преподобномученика Ефрема Нового к лику святых. 29 декабря 2011 года Священный Синод Русской православной церкви на своём заседании принял решение о включении Ефрема Нового в святцы Московского Патриархата.